# Krokoit
Krokoit, Röd blymalm eller Kromblyspat är ett mineral, blykromat med formeln Pb[CrO4].

## Historia
Krokoit upptäcktes först i Ural i Sverdlovskregionen och beskrevs 1763 av Michail Lomonosov som blymönjemalm. Efter en del problem lyckades Louis-Nicolas Vauquelin 1798 isolera det dittills okända grundämnet krom från mineralet. Mineralet har namn efter det gammalgrekiska ordet κρόκος [krókos] för Saffran.

## Egenskaper
Krokoitkristallerna är gulröda, fettaktigt diamantglänsande och starkt ljusbrytande. Mineralet kan lösas i varm saltsyra varvid fri klor bildas och blyklorid, PbCl2, fälls ut. Även kaliumhydroxid, KOH, ger en lösning, då med brun färg. Krokoit är svårlösligt i vatten men är giftigt då det innehåller både bly och sexvärt krom. Under UV-ljus ger viss krokoit en mörkbrun fluorescens.

## Förekomst och användning
Krokoit förekommer med väl utbildade monoklina prismatiska till nålformiga kristaller som en sekundär bildning efter blyglans eller andra blyhaltiga mineral i kromhaltiga bergarter.
Krokoit förekommer sällsynt på mineralgångar. Mineralet bryts på Tasmanien och i Ural. Syntetisk framställd blykromat med samma sammansättning som krokoit används som färgpigmentet kromgult.